# Waldemar Chełkowski
Waldemar Chełkowski (ur. 22 lipca 1975 w Brodnicy) – polski motocyklista wyścigowy. Startował w klasie Fiat Yamaha Cup R1, Pucharze BMW, w klasie Superstock 1000, a w sezonie 2012 oraz 2013–2015 w klasie Superbike w Wyścigowych Międzynarodowych Motocyklowych Mistrzostwach Polski oraz Mistrzostwach Europy – Alpe Adria Motorcycle Union. Jego numer startowy to 50. Ściga się od 2007 r. Jeździł na motorze R1'03 i R1'08. Obecnie startuje na motocyklu BMW S1000RR. W latach 2009–2012 razem z Aleksandrem Ostrowskim nakręcił prawie 60 odcinków „Monośladu” – programu motoryzacyjnego o tematyce motocyklowej, który ukazuje się na łamach PolsatPlay. Trzykrotnie zdobył tytuł najlepszego sportowca roku - 2007,2008 oraz 2009 Brodnicy (swojej rodzinnej miejscowości). Plebiscyt przeprowadzany jest na łamach Czasu Brodnicy (Agora SA) .
W połowie 2016r zakończył karierę wyścigową. W 2017r pomyślnie zdał egzamin i został COACH'em (trenerem) w najbardziej elitarnej szkole nauki techniki, jazdy motocyklowej na świecie - California Superbike School.
W 2018 r. ukończył kurs oraz zdał egzamin zostając Instruktorem Sportu Motocyklowego w Polskim Związku Motorowym.
Ma żonę oraz dwójkę dzieci (córkę i syna).
Obecnie zamieszkały w Warszawie.

## Kariera sportowa
- zdobywca pierwszych i drugich miejsc w wyścigach motocyklowych w ramach Międzynarodowych Mistrzostw Polski
- 1. miejsce w plebiscycie na najpopularniejszego sportowca seniora powiatu brodnickiego w 2007 r.
- 5. miejsce w klasyfikacji generalnej klasy R1 (97 pkt.) Fiat Yamaha Cup w 2008 r.
- 1. miejsce w plebiscycie na najpopularniejszego sportowca seniora powiatu brodnickiego w 2008 r.
- 3. miejsce w klasyfikacji generalnej klasy R1 (160 pkt.) Fiat Yamaha Cup w 2009 r.
- 1. miejsce w plebiscycie na najpopularniejszego sportowca seniora powiatu brodnickiego w 2009 r.
- – zdobywca BMW RR Cup w 2010 r.[1]
- – Wicemistrz Polski (WMMP) w klasie SuperStock 1000 w 2010 r.[2]